# الفيلق الروسي الألماني

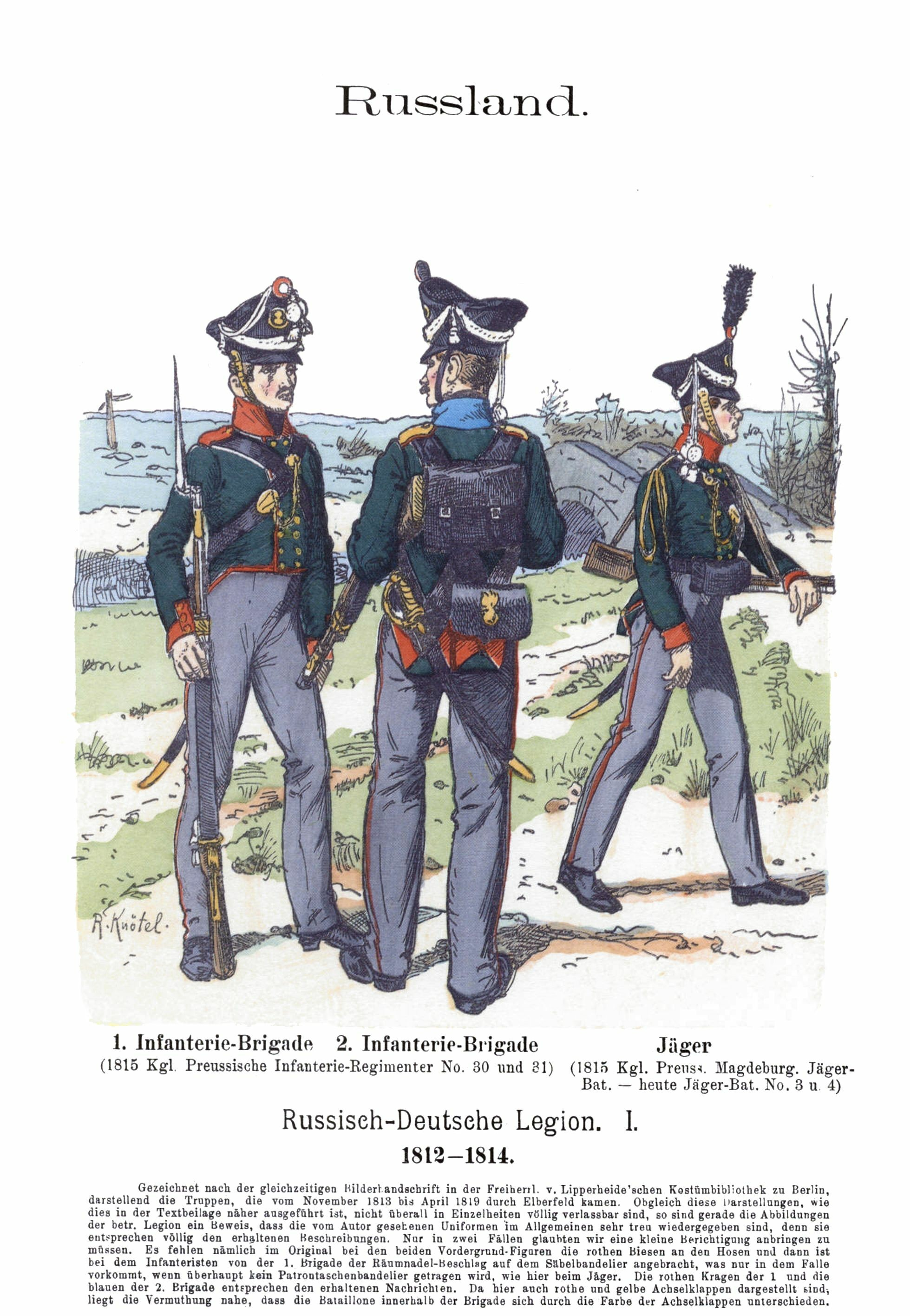

الفيلق الروسي الألماني كان وحدة عسكرية أنشئت في 1812 من قبل العقيد بيتر أولدنبورغ المنفي بتحريض من القيصر ألكسندر الأول.

## التكوين
كان أول قائد هو أوبرست فون أرنستشيلد، وتشكل من السجناء الفارين الألمان والمتروكين في روسيا بعد الغزو الفرنسي في وقت سابق من ذلك العام.
تم تشكيله لمكافحة نابليون كجزء من الجيش الإمبراطوري الروسي وتم تمويله من قبل روسيا حليفة بريطانيا العظمى. ارنست موريتز أرندت، السكرتير الخاص كارل فريدريش هاينريش بتاريخ اوند بزيمبابوى شتاين المؤيد لروسيا، وتصرف كالرئيس الدعائي للوافدين إلى الفيلق. مكث في مدينة سان بطرسبرج منذ 1812، واجتذب الوافدين للكفاح من أجل تحرير ألمانيا من قوات الاحتلال الفرنسية.

### التركيب
تكون الفيلق الروسي والألماني من 9.379 جندي في المجموع ويتألف من 8 كتائب مشاة، وحظيرة مشاة جاغر، وفوجي فرسان وبطاريتي مدفعية حصان.

## الحملات
في 6 تموز 1812، بعد عقد بيترسوالو، كان لبريطانيا العظمى مهمة توفير الموارد للفيلق، وبالتالي اكتسبت الحق في تحديد كيف وأين كان من المقرر نشره. لودفيغ فون والمودين-غيمبرغ هو الآن في وضع الآمر، ويغامر الفيلق في إلبه، وقاتل في ميكلينبورغ وهولشتاين وهاجم هاربرغ وسار نحو هولندا. في منتصف مارس 1814 عبر نهر الراين وقاتل في أرض الفلامان من أجل حصار أنتويرب.
بعد عودته من فرنسا في عام 1814، استقبل من قبل فيلق بروسيا، حيث كان ينظر للمتعاونين كخطيرين، وذلك يوم 2 يونيو 1814 تم تغيير اسمه إلى الفيلق الألماني. انتقل الفيلق إلى كورهسن لعمليات الإعدام في عام 1814 ومنذ ذلك الحين وحتى 1815 أخذ مقره في بيرجيشن.
بعد عودة نابليون من إلبا في 26 فبراير 1815، تم دمج جنود هذه الوحدة في فوج المشاة الثلاثين والحادي والثلاثين وفوج الأولهان الثامن وفوجي المدفعية الثامن عشر والتاسع عشر في الجيش البروسي. في 18 نيسان / أبريل 1815، تم حل الفيلق.